# Catoria vernans
Catoria vernans är en fjärilsart som beskrevs av Louis Beethoven Prout 1937. Catoria vernans ingår i släktet Catoria och familjen mätare. Inga underarter finns listade i Catalogue of Life.